# تویتیه هورن
تویتیه هورن (به هلندی: Tuitjenhorn) یک منطقهٔ مسکونی در هلند است که در اسخاخن واقع شده‌است. تویتیه هورن ۳٬۱۰۰ نفر جمعیت دارد.